# ヘスケス・308C
ヘスケス・308C（Hesketh 308C）は、ヘスケスが1975年に開発したフォーミュラ1カー。デザイナーはハーベイ・ポスルスウェイト。

## 概要

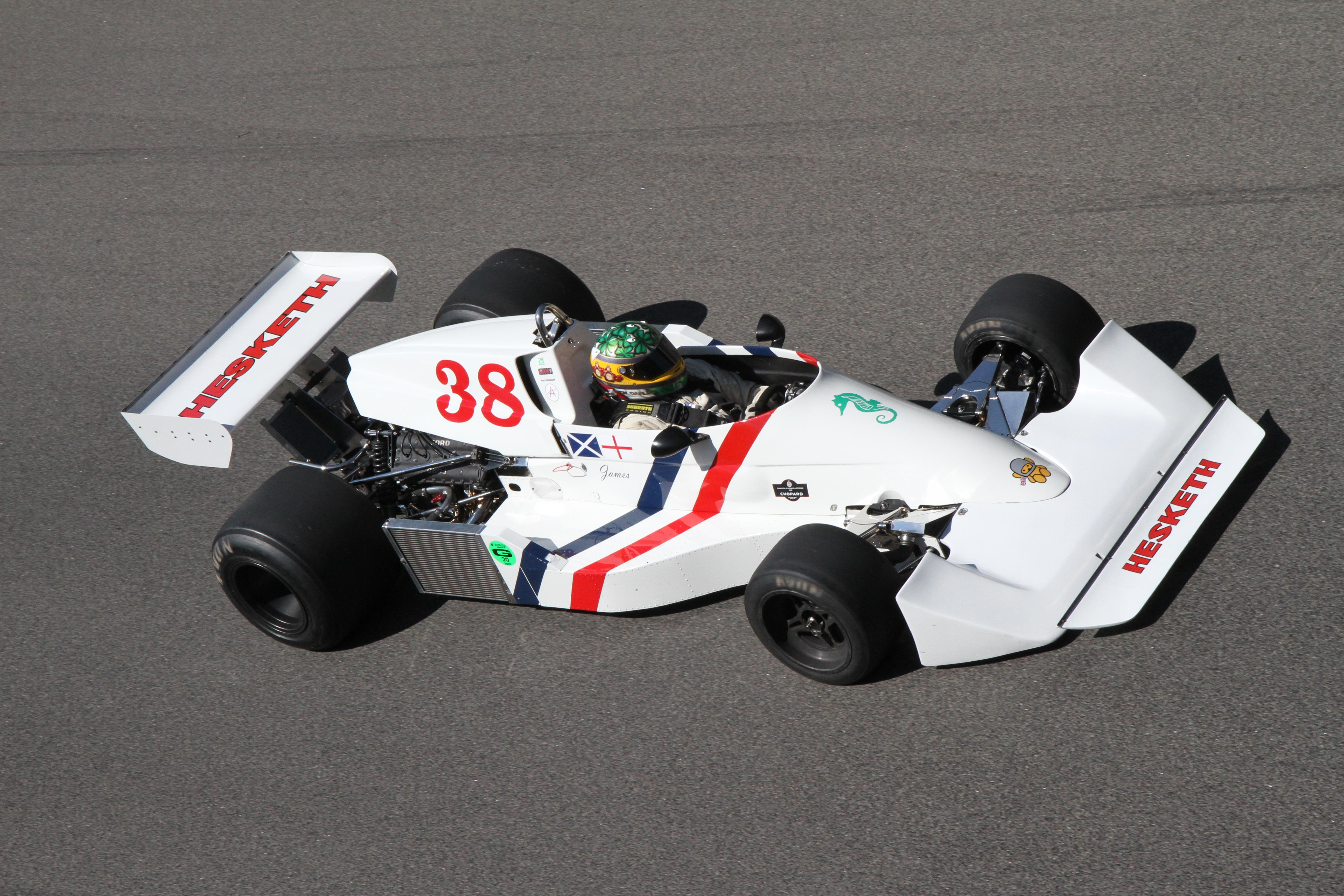
モントランブランを走る308C

シーズン中の7月に発表。308Bで導入されたマレーシア・ゴム製造者調査協会とアエオン社が開発したラバー製のスプリングを採用。308Bではフロントサスペンションに付けられていたが、308Cではリアにも装備された。外見全体的なスタイリングは、インダクションボックスがそれまで使用していた大型の物からドライバーの頭部の両脇に吸気口が開いているタイプに変更され、モノコックは薄く仕上げられている。ノーズ部分は、308Bと同様のスポーツカーノーズ先端にウイングが付くタイプを使用している。
ジェームス・ハントのドライブにより、非選手権レースのスイスGPでデビュー。イタリアGPで5位、アメリカGPで4位と連続してポイントを獲得したが、ヘスケスはシーズン終了後に資金難のため活動を休止する。308Cはウィリアムズに売却され、ウィリアムズ・FW05として1976年のF1世界選手権に出走した。

## 成績
(key)
| 年   | エンジン                | タイヤ | No. | ドライバー | 1   | 2   | 3   | 4   | 5   | 6   | 7   | 8   | 9   | 10  | 11  | 12  | 13  | 14  | ポイント | 順位 |
| ---- | ----------------------- | ------ | --- | ---------- | --- | --- | --- | --- | --- | --- | --- | --- | --- | --- | --- | --- | --- | --- | -------- | ---- |
| 1975 | フォード・コスワースDFV | G      |     |            | ARG | BRA | RSA | ESP | BEL | MON | SWE | NED | FRA | GBR | GER | AUT | ITA | USA | 33*      | 4位  |
| 1975 | フォード・コスワースDFV | G      | 24  | ハント     |     |     |     |     |     |     |     |     |     |     |     |     | 5   | 4   | 33*      | 4位  |

* ヘスケス・308Bで獲得した28ポイントを含む。